# 米格爾·卡普奇尼
米格爾·卡普奇尼（西班牙語：Miguel Capuccini，1904年1月5日—1980年6月9日），烏拉圭男子足球員，司職守門員，他曾隨國家隊參加1930年世界盃足球賽並獲得冠軍，但他並沒有上場比賽。